# 坪野駅
坪野駅（つぼのえき）は広島県山県郡加計町坪野（現在は安芸太田町坪野）に存在した西日本旅客鉄道（JR西日本）可部線の駅（廃駅）である。
可部線非電化区間（可部 - 三段峡間）の廃線に伴い、2003年（平成15年）12月1日に廃止された。

## 歴史

### 年表
- 1954年（昭和29年）3月30日：国鉄可部線 布 - 加計間開通時に開業[1]。旅客駅[1]。
- 1987年（昭和62年）4月1日：国鉄分割民営化によりJR西日本が継承[1]。
- 2003年（平成15年）12月1日：廃止。

### 駅名の由来
駅所在地の大字から。元は坪野村である。

## 駅構造
1面1線の単式ホームのみを持つ地上駅。無人駅で駅舎はなく、ホーム上に待合所があるだけであった。待合所の西南隅に階段があり、出入口となっていた。

## 駅周辺
集落の中央にあり、並行して通る国道191号（国道433号と重複）には案内標識がないためどこにあるか気付きにくかった。駅の西側（三段峡寄り）約500 mのところに国鉄営業距離2万 kmを達成したことを記念した碑（1954年建立）がある（現在の場所は、路盤の道路転用に伴い移設されたもの）。
- 広電バス・加計交通 坪野バス停

## 現状
待合室、ホーム、線路はすべて撤去されている。

## 隣の駅
西日本旅客鉄道（JR西日本）
可部線
水内駅 - 坪野駅 - 田之尻駅